# John Robbie
John Cameron Robbie (Dublino, 17 novembre 1955) è un conduttore radiofonico ed ex rugbista a 15 internazionale sia per l'Irlanda, Paese di origine, che per il Sudafrica, luogo dove vive dal 1981.

## Biografia
Dublinese, studiò a Cambridge della cui squadra di rugby fece parte anche in occasione dei Varsity Match del 1977 e 1978, quest’ultimo da capitano, e con cui affrontò anche la Nuova Zelanda in tour europeo.
Nel 1976 esordì per l’Irlanda a Lansdowne Road contro l’Australia; disputò tra il 1976 e il 1977 circa metà dei suoi test match poi fino al 1980 non fu più convocato a livello internazionale, quando fu chiamato come rimpiazzo di Terry Holmes infortunatosi durante il tour dei British Lions in Sudafrica.
L’anno successivo fu riconvocato per l’Irlanda che affrontava anch’essa un tour in Sudafrica, ma la Guinness, l’azienda per cui all’epoca lavorava, lo licenziò per non avere rispettato il bando verso un Paese indesiderato per apartheid.
Trovò quindi lavoro a Johannesburg ed entrò nella squadra provinciale del Transvaal, guadagnandosi dopo 3 anni anche l’idoneità per la federazione sudafricana che, tuttavia, non ebbe mai occasione di rappresentare a livello di test match, essendo stato riserva nei test di fine anno del 1984 e vedendosi cancellare il tour del 1985 che la Nuova Zelanda decise di non intraprendere per questioni di opportunità politica.
Smesso di giocare nel 1988, l’anno seguente fu invitato a tenere uno spazio radiofonico in una nuova emittente, 702; pur senza esperienza riuscì a creare una rubrica di attualità e politica che diede ampia voce agli oppositori dell’apartheid che assunse vieppiù maggiore importanza con la fine del regime di segregazione decretata dall’allora presidente in carica Frederik de Klerk; fu così l’occasione per dare voce a personaggi, anche bianchi, che vivevano in esilio perché oppositori dell’apartheid come il leader dei comunisti sudafricani, l’ebreo di origine lituana Joe Slovo, successivamente ministro all’abitazione sotto la presidenza Mandela.
Dopo circa trent’anni di attività radiofonica, in cui la sua trasmissione non aveva conosciuto cali di ascolto, a fine 2016 comunicò il suo ritiro, che avvenne il 15 dicembre con la sua ultima diretta.